# Bombeiro voluntário
Bombeiro Voluntário é a pessoa que, embora tenha recebido treinamento de bombeiro, não exerce esta atividade como profissão, fazendo-a sem remuneração por escolha própria. Por isso são chamados de voluntários e não bombeiros comunitários pois no trabalho comunitário, apesar de também ser feito sem remuneração, seu treinamento é realizado dentro de um programa instituído por uma Organização de Bombeiro Militar, sob a tutela do Estado, seguindo também uma hierarquia militar. Seguindo em suas funções e hierarquia sob a édige de um Regimento Interno.

## História
Embora atualmente transcendam a atividade de combate e prevenção de incêndios, atuando também em diversas ações de busca, resgate e salvamento, bem como ações de defesa civil o serviço de bombeiros teve sua origem quando o homem primitivo abandonou as cavernas e passou a formar pequenos núcleos de população, levando consigo o fogo para trazer-lhe segurança, e bem-estar. Contudo o homem passou também a ter que se prevenir ou realizar ações de emergência, pois às vezes o fogo voltava-se contra ele. Dessa forma, o homem primitivo teve de regular o uso do fogo, inclusive tendo de estabelecer vigilância sobre o povoado enquanto se ausentava para buscar alimentos. Tal serviço de vigilância não era remunerado, nem tampouco ligado a qualquer organização, mas decorria da necessidade de todos, dessa forma, pode-se estabelecer que os primeiros a desempenhar funções de serviço de incêndios foram voluntários.
Com o passar dos anos o serviço foi sendo aperfeiçoado conforme novos incêndios iam acontecendo, até que em 22. a.C um grande incêndio devastou a capital do Império Romano levando o Imperador César Augusto a criar um grupo pessoas que seriam responsáveis pela segurança de Roma, os "vigiles" sendo este considerado o primeiro corpo de bombeiros a ser criado.

## No mundo (não lusófono)
Mais de 90% do serviço de Bombeiro no mundo é civil, maior parte voluntária.[carece de fontes?]

### Alemanha
A grande maioria dos bombeiros alemães são voluntários. Existem cerca de 1,041,978 bombeiros voluntários espalhados em mais de 24 mil corpos de bombeiros voluntários (Freiwillige Feuerwehr) em toda a Alemanha.

### Canada
Segundo a Canadian Volunteer Fire Services Association (CVFSA) existem cerca de 85 mil bombeiros (homens e mulheres) voluntários espalhados em 3 mil departamentos de bombeiros voluntários no Canadá. Voluntários são mais comuns em áreas rurais e remotas do pais.

### Chile
Todos os bombeiros do Chile são voluntários. Todos os 40 mil voluntários chilenos têm emprego regular ou são estudantes, 4 mil são mulheres. Há também idosos aposentados que ainda combatem incêndios ou ajudam em questões administrativas. Meninos de até 12 anos podem começar a treinar em brigadas mirins para se tornar plenos Bombeiros ao completar 18 anos. No Chile, país onde foi registado o maior tremor de terra do planeta, com 9,5 graus, 100% dos bombeiros são voluntários e mesmo assim o país tem cerca de 2,2 bombeiros para cada mil habitantes, enquanto no Brasil a proporção é de menos de 0,4 bombeiro para cada mil habitantes.

### Estados Unidos
Voluntários compreendem cerca de 70% dos mais de 1 milhão de bombeiros nos Estados Unidos. Dos 29.452 departamentos de bombeiros do país em 2021, 18.873 operavam de forma totalmente voluntária; em 2020, o país registrou o pior número de voluntários desde 1984, quando cerca de 900 mil pessoas serviam de forma voluntária. Um dos fatores pode ser a falta de divulgação de novas posições, de acordo com uma pesquisa realizada pelo National Volunteer Fire Council (NVFC) em 2014, 80% dos entrevistados não sabiam se seu departamento local estava buscando por voluntários.
As comunidades atendidas por bombeiros voluntários dependem destes para atender grande variedade de situações de emergência todos os dias, incluindo incêndios, atendimentos médicos de emergência, ataques terroristas, desastres naturais, HAZMAT, salvamentos na água, emergências em alturas e em espaços confinados e os demais serviços próprios de Bombeiros. Os EUA têm uma das taxas mais elevadas de incêndios com morte no mundo industrializado, com 11,5 mortes por milhão de habitantes em 2021.

### Japão
O Japão possui 3.598 Corpos de Bombeiros Voluntários (em japonês: 消防 団) abrigando 920 mil bombeiros voluntários e 155 mil bombeiros profissionais. O Serviço de Combate a Incêndio do Japão foi fundado em 1629 durante a Era Edo, e foi chamado Hikeshi (em japonês:. 火消し).

### Rússia
A Rússia, país de dimensões continentais com clima completo e assolado por constantes desastres naturais como terremotos e incêndios florestais utiliza largamente os Bombeiros Voluntários em apoio as atividades de emergências. 

## Portugal
Os Corpos de Bombeiros Voluntários estão espalhados por praticamente todas as cidades e municípios de Portugal, sendo responsáveis pela grande maioria das operações de socorro no país.
Em Portugal mais de 90% dos 30 mil bombeiros portugueses são voluntários. Estima-se que as associações de bombeiros voluntários surgiram em Portugal há 650 anos. A Liga dos Bombeiros Portugueses declarou em 2016 que o orçamento do Estado para bombeiros é insuficiente para manter corpos de bombeiros profissionais e que, com o orçamento atual, não daria para manter sequer dois deles.

## No Brasil
No Brasil, o serviço de bombeiros é exercido em grande maioria das vezes por meio de Corpos de Bombeiros Militares ligados ou não às respectivas polícias militares dos estados ou do Distrito Federal, contudo apenas 14% dos 5.570 municípios tem Corpos de Bombeiros Militares com isso algumas cidades optaram pelo serviço de Bombeiros Civis Profissionais ou Voluntários.
O serviço de bombeiro mais conhecido é o militarizado. Porém também existe o brigadista, empregado em locais de público/grandes empresas, que participa de atendimento público como voluntário ou contratado, ou ainda como funcionário municipal. Menos de 350 cidades possuem bombeiros militares empregados, sendo que existem mais de 5.500 municípios no país. A solução, principalmente na região sul do País, tem sido os bombeiros civis, que atuam como voluntários em ONGs. Os projetos de bombeiros comunitários, com parceria entre o Corpo de Bombeiros Militar e os Municípios, cria as condições necessárias para a efetivação do serviço. O projeto se destina aos municípios que possuem índice menor de ocorrências, para dar primeira resposta no combate a incêndio à população destes municípios. Para ser bombeiro voluntário se faz necessário procurar um Corpo de Voluntários e submeter-se a treinamento básico para o desempenho das atividades.
De acordo com a Lei Orgânica Nacional das Polícias Militares e dos Corpos de Bombeiros Militares, fica assegurada a exclusividade da utilização do termo “corpo de bombeiros” para o corpo de bombeiros militar.

### Em São Paulo
Apesar de São Paulo possuir a melhor legislação de prevenção de incêndios do país e de seus bombeiros estarem constantemente entre os melhores, é um estado com poucas unidades de Bombeiro Civil Profissional ou Voluntário.[carece de fontes?]
Em São Paulo as associações do Sistema GBCV representam a maior parte das unidades oficialmente instaladas para serviço de Bombeiros Civis Voluntários. O sistema foi fundado em 2012 e permanece em atividade nas unidades:
- CBCV - Osasco - Instituto de Bombeiros Voluntários do Estado de São Paulo
- GBCV Várzea Paulista;
- GBCV Campo Limpo paulista;
- GBCV Baixa Mogiana;
- GBCV Alta Sorocabana.

### No Espírito Santo
Os Bombeiros Voluntários de Santa Maria de Jetibá, há mais de uma década, exercem atividades de prestação de serviço à comunidade local e às cidades vizinhas.

### No Sul do Brasil

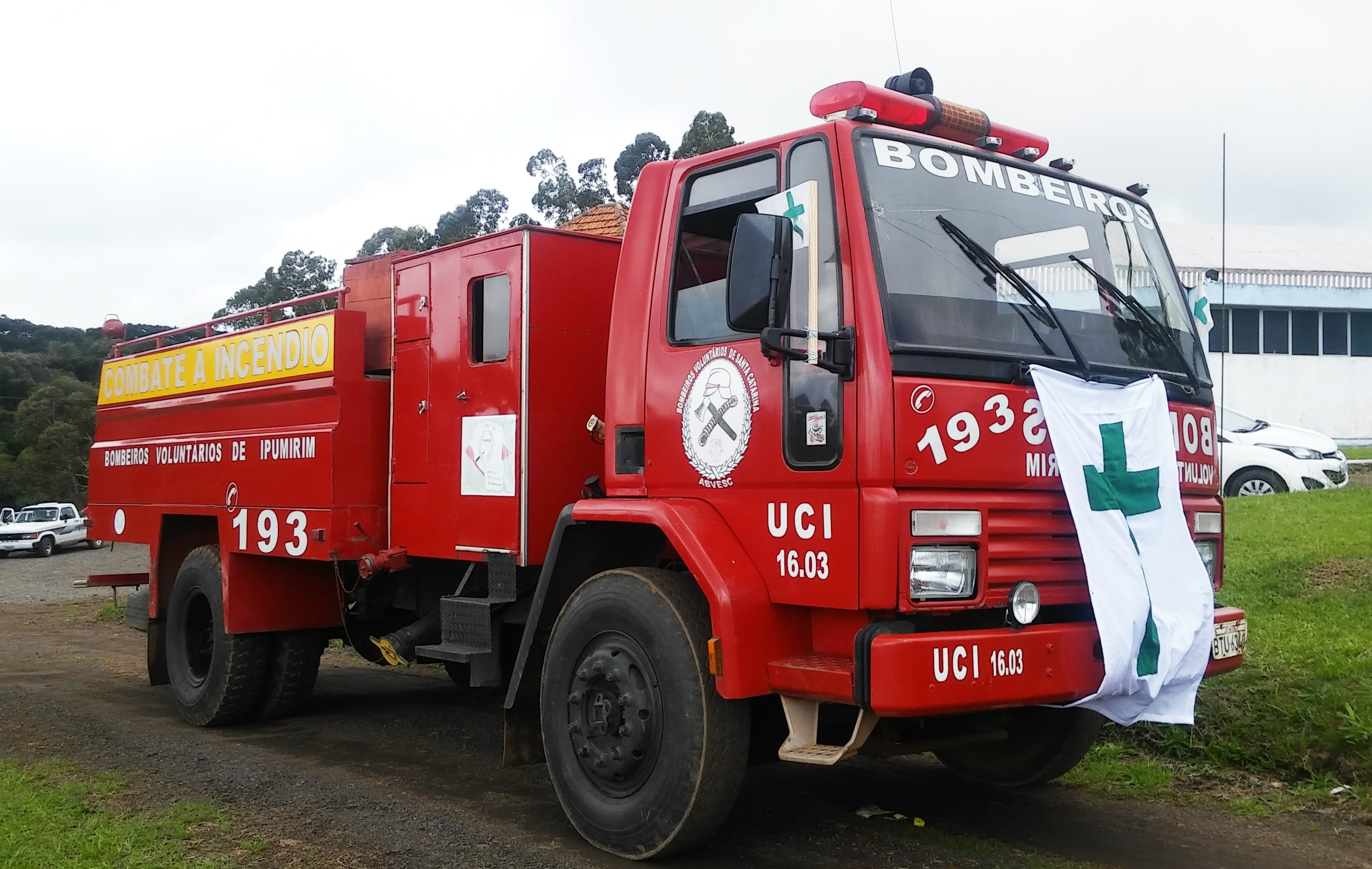
Bombeiros Voluntários de Ipumirim

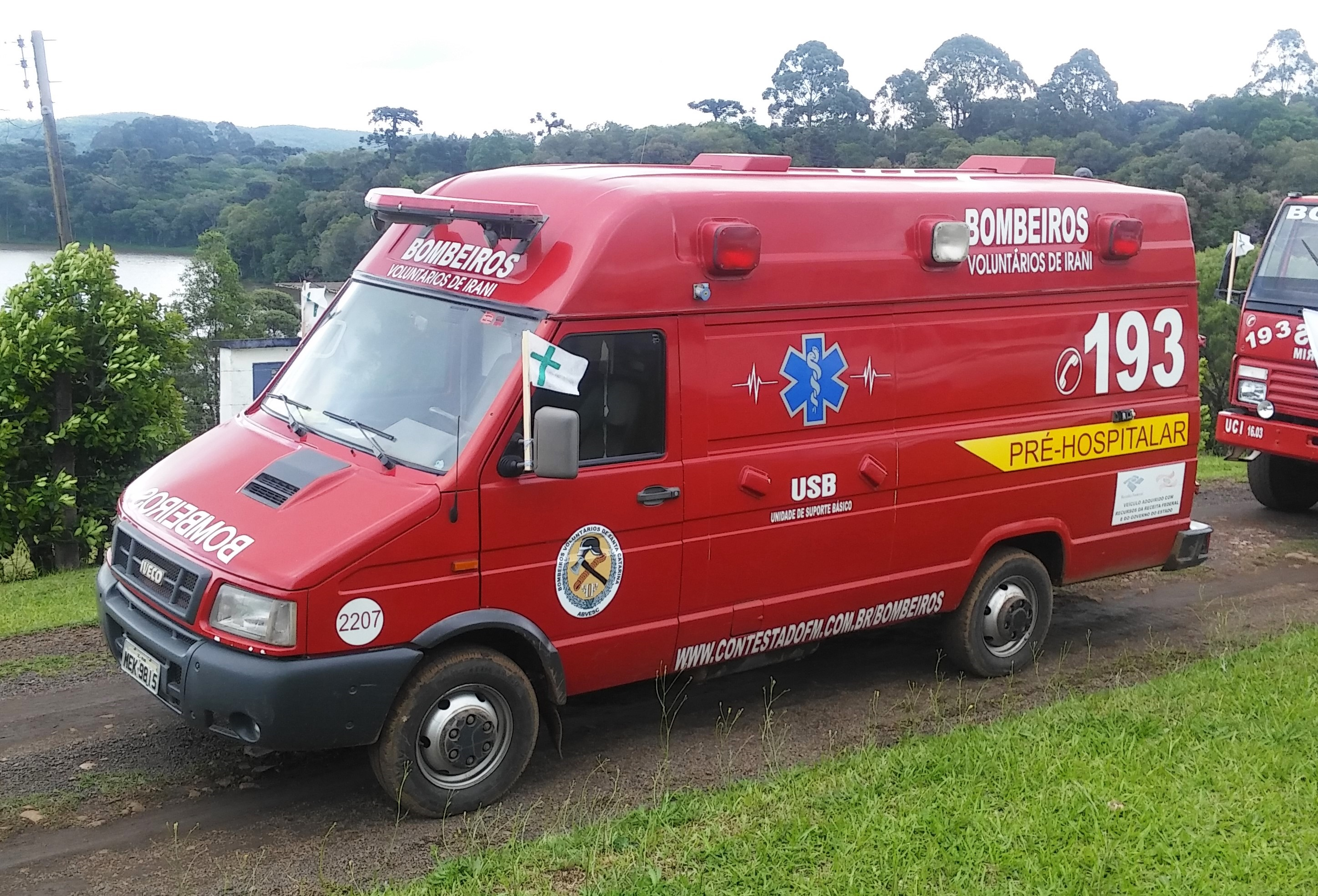
Bombeiros Voluntários de Irani

A Associação Sul Brasileira de Socorristas e Bombeiros Voluntários, atua como uma organização não governamental associativa que reúne diversas organizações de socorristas e bombeiros voluntários, promovendo ações no desenvolvimento deste serviço voluntário no Brasil e no mundo e atuando também em situações de calamidade e catástrofes em parceria com diversas outras organizações e países, promovendo ações voluntárias na área de emergência, através de uma Aliança Internacional de Equipes de Resgate e Ajuda Humanitária, unindo esforços diante de uma situação de calamidade ou catástrofe. 
A organização também promove ações sociais voltadas a comunidade. Alguns pensam que o serviço de Bombeiros Voluntários é só apagar incêndios e atender acidentados, porém vai muito além disso, uma vez que é a comunidade atuando para comunidade participando ativamente de ações sociais e cívicas, da educação de jovens e adultos, em atividades sociais, culturais, ambientais e desportivas. Bombeiro Voluntário é o cidadão exercendo seu verdadeiro papel de cidadania, preocupado com o bem comum e coletivo, com o desenvolvimento social e humano de sua comunidade. 
Em Santa Catarina, os Bombeiros Voluntários de Joinville, criado em 1892, são a mais antiga corporação civil de bombeiros no Brasil, com mais de 130 anos.
No Rio de Janeiro
No estado do Rio de Janeiro na cidade de Belford Roxo no bairro Parque São José, criou-se a primeira escola de bombeiro municipal mirim do Brasil em 20 de setembro de 2023.[carece de fontes?] Embora a cidade possua corpo de bombeiro militar. O objetivo é auxiliar as famílias em desenvolvimento social, auxiliar em um socorro primário de emergência, auxiliando o corpo de bombeiro militar. Está baseado na PEC 218/19 proposta pela deputada Ângela Amim do PP-SC.